# عوالق (روستا)
 عوالق  (در عربی:  العَوالق )
نام روستایی است در دهستان العَوْد از توابع استان مَحویت در کشور یمن در شبه جزیره عربستان.

## جمعیت
جمعیت آن (۷۰ ) نفر (۵ خانوار) می‌باشد.